# Università del Galles
L'Università del Galles (in inglese: University of Wales,  in gallese: Prifysgol Cymru) è un'università federale fondata nel 1893. È formata da un certo numero di istituzioni membri in tutto il Galles, tra cui le "Red Brick University", università britanniche fondate nel XIX secolo. Aberystwyth e altre vennero fondate alla fine del XX secolo, come l'University of Wales Insititute, Cardiff (UWIC) e Newport.

## Membri
Membri a pieno titolo:
- Università del Galles, Bangor
- Università del Galles, Newport
- University of Wales Institute, Cardiff (UWIC)
- Università del Galles, Lampeter
- Università del Galles, Swansea
- Università di Glyndwr (precedentemente North East Wales Institute of Higher Education (NEWI))
- Swansea Institute of Higher Education

Stato di transizione (Le istituzioni hanno aderito all'Università del Galles nel luglio 2004 e si prevede che diventeranno membri a pieno titolo):
- Royal Welsh College of Music and Drama
- Trinity College, Carmarthen

Ex membri:
- Università del Galles, Aberystwyth, ora Università di Aberystwyth